# Beaverhead County
Beaverhead County je okres ve státě Montana v USA. K roku 2010 zde žilo 9 246 obyvatel. Správním městem okresu je Dillon. Celková rozloha okresu činí 14 431 km².

## Sousední okresy
| Růžice kompasu | Ravalli County    | Deer Lodge County a Silver Bow County |                     | Růžice kompasu |
| Růžice kompasu | Lemhi County (ID) | Sever                                 | Madison County      | Růžice kompasu |
| Růžice kompasu | Lemhi County (ID) | Beaverhead County                     | Madison County      | Růžice kompasu |
| Růžice kompasu | Lemhi County (ID) | Jih                                   | Madison County      | Růžice kompasu |
| Růžice kompasu |                   | Clark County (ID)                     | Fremont County (ID) | Růžice kompasu |